# Agneta Ginsburg
Agneta Kristina Ginsburg, född 6 mars 1938 i Oscars församling, Stockholms stad, är en svensk TV-producent och regissör.

## Biografi
Ginsburg avlade filosofie kandidatexamen i Stockholm 1967 och arbetade efter det för både teater och TV, från 1972 som anställd på Sveriges Radio/Sveriges Television. 1983-1986 var hon ansvarig för barnprogram på TV1.

### Familj
Hon är dotter till radiomannen Manne Ginsburg och Gunnel Ginsburg, född Segerstedt (1911–1997), samt dotterdotter till Viktor Segerstedt. Hon har en syster, Eva Ginsburg, som också arbetat som TV-producent, och en syster, Gunnel Ginsburg, som är illustratör. Agneta Ginsburg och skådespelaren Etienne Glaser är föräldrar till författaren Pernilla Glaser.

## Teater

### Regi (ej komplett)
| År   | Produktion | Upphovsmän     | Teater                                 |
| ---- | ---------- | -------------- | -------------------------------------- |
| 1970 | Pigge Lunk | Gösta Knutsson | Scalateatern Flyttad till Maximteatern |